# Односи Србије и Омана
Односи Србије и Омана су инострани односи Републике Србије и Султаната Омана.

## Билатерални односи
Дипломатски односи са Оманом су успостављени 1974. године.
Амбасада Републике Србије у Каиру (Египат) радно покрива Оман.
Оман је гласао за пријем Косова у УНЕСКО 2015.

### Економски односи
- У 2020.г. извоз Србије је износио 689 хиљаде УСД, а увоз 1,74 милион долара.
- У 2019.г. извезено је из РС робе за 6,35 милиона долара, док је увезено 196 хиљаде УСД.
- У 2018.г. извоз из наше земље вредео је 3,41 милион УСД, а увоз 715 хиљада долара.[4][5]